# Polnareff chante Polnareff
Albums de Michel Polnareff
Enfin !
(2018) Un temps pour elles
(2025)
Singles
1. Lettre à France
Sortie : septembre 2022

Polnareff chante Polnareff est un album studio de Michel Polnareff sorti en 2022. Il s'agit d'un album de reprises inédites de chansons, enregistrées entre 1966 et 1990, ici en version piano-voix.

## Historique
En septembre 2022, Michel Polnareff dévoile un clip d'une nouvelle version piano-voix de Lettre à France. La sortie d'un album est annoncée dans la foulée avec des reprises présentées comme des versions « épurées et sublimées » selon son label, Parlophone.
Michel Polnareff explique en interview que ces versions ont été le plus souvent improvisées, avec quelques défauts parfois volontairement conservés comme sur Mes regrets : « L’intérêt de ce disque pour moi, c’est qu’il est vrai. Certaines des chansons ont été difficiles à chanter à cause de souvenirs personnels pas forcément gratifiants, pas forcément “happy”. Des choses sont remontées à la surface, personnellement ou artistiquement. Dans Mes regrets, je craque en plein milieu. Je ne savais pas s’il fallait le laisser car c’était un peu privé, mais on a décidé de montrer la vérité de l’émotion de l’album ».

## Accueil critique
Dans Marianne, Solange Bied-Charreton écrit notamment « Cette collection de chansons incontournables ici réinterprétées dans leur plus simple appareil nous touche, forcément. Mais n’est-ce pas un peu trop, ce parler-chanter sur Lettre à France, ces sentencieux “n’oublie jamais ça” qui nous mettent mal à l’aise. Trop joué, trop appuyé, pas aussi émouvant que ce qu’avaient pu faire, dans le même ordre d’idées, un Christophe ou un William Sheller. Résultat à la fin de l’écoute : on en arrive même à rester sur sa faim… Le comble, vraiment. »
Dans Le Télégramme, on peut lire « avec ce Chante Polnareff, Michel Polnareff, jamais en mal d’innovation, casse les codes de la grosse production musicale. Voix intacte (voire meilleure) très en avant, le jeune septuagénaire… et plus, a choisi, non pas d’y revenir un coup (les compilations d’œuvres n’ont pas pris une ride), mais bien de se dévoiler plus intimement de lui à nous. »

## Liste des titres
| No  | Titre                           | Auteur                         | Durée |
| --- | ------------------------------- | ------------------------------ | ----- |
| 1.  | Le Bal des Laze                 | M. Polnareff, Pierre Delanoë   | 5:26  |
| 2.  | Lettre à France                 | Jean-Loup Dabadie/M. Polnareff | 4:09  |
| 3.  | Qui a tué grand-maman ?         |                                | 2:35  |
| 4.  | Sous quelle étoile suis-je né ? |                                | 4:03  |
| 5.  | Holidays                        |                                | 3:53  |
| 6.  | Tout, tout pour ma chérie       |                                | 3:16  |
| 7.  | Âme câline                      |                                | 3:23  |
| 8.  | Goodbye Marylou                 |                                | 6:9   |
| 9.  | Love Me, Please Love Me         |                                | 4:42  |
| 10. | La Poupée qui fait non          |                                | 3:14  |
| 11. | Mes regrets                     |                                | 3:20  |
| 12. | On ira tous au paradis          | Jean-Loup Dabadie/M. Polnareff | 4:39  |

## Classements hebdomadaires
| Classements                  | Meilleure position |
| ---------------------------- | ------------------ |
| Belgique (Wallonie Ultratop) | 3                  |
| France (SNEP)                | 4                  |
| Suisse (Schweizer Hitparade) | 20                 |